# Faith Ford
Faith Ford, właśc. Alexis Ford (ur. 14 września 1964 w Alexandrii, Luizjana) – amerykańska aktorka telewizyjna i filmowa, znana przede wszystkim z roli Corky Sherwood w serialu Murphy Brown.
Grała jako Hope w serialu Hope & Faith z Kelly Ripą.